# Thorium(IV)sulfide
Thorium(IV)sulfide is het sulfide van thorium en heeft als brutoformule ThS2. De stof komt voor als donkerbruine kristallen.
Thorium(IV)sulfide is licht radioactief.